# Dexa
A Dexa  é uma Agência de Experiência Digital que atua nas áreas de estratégia, design, tecnologia,  marketing e IA. Com sede em Porto Alegre, RS, Brasil, a empresa reúne em seu portfólio serviços de Experience Design, Enterprise Technology, Digital Growth e AI for Business.
Fundada em 2001 como MMDA, a empresa passou por um rebranding para expandir sua marca do mercado nacional ao internacional como Dexa Agência Digital. Hoje, atende a clientes nas Américas e Europa, nos setores de educação, saúde, turismo, varejo e serviços financeiros, além de contar com cerca de 50 pessoas colaboradoras.

### Parceria Acquia
Em 2021, é reconhecida no Prêmio Acquia Engage 2021, pelo trabalho no projeto "One Million Opportunities" (1MIO), liderado pela UNICEF. A iniciativa focou em quatro pilares: acesso à educação de qualidade, inclusão digital, empreendedorismo e acesso ao mercado de trabalho por meio de estágios, aprendizados e empregos formais.
Para viabilizar esse objetivo, foi necessária a criação de uma plataforma digital que conectasse jovens vulneráveis a empresas parceiras e instituições públicas. A solução precisava ser acessível e funcional. 
A Dexa, parceira digital da UNICEF, foi responsável pelo desenvolvimento da plataforma utilizando a Acquia Cloud Platform, com uso da tecnologia Progressive Web Application (PWA).
Com trabalhos em Drupal desde 2002, a empresa é uma Acquia Preferred Partner, paceira especializada em implementar, personalizar e gerenciar soluções digitais baseadas na plataforma da Acquia, como Drupal. Esses parceiros atuam como extensões das equipes da Acquia, oferecendo suporte técnico e estratégico.
1. ↑  http://dexa.ag/
2. ↑  https://www.designrush.com/agency/profile/dexa
3. ↑  https://www.dexa.ag/pt-br/servicos
4. ↑  https://www.dexa.ag/pt-br/sobre-nos
5. ↑  https://1mio.com.br/
6. ↑  https://www.acquia.com/resources/customer-stories/unicef-1mio
7. ↑  https://www.dexa.ag/pt-br/cases/unicef-1mio
8. ↑  https://www.drupal.org/dexa
9. ↑  https://www.acquia.com/partners
10. ↑  https://www.acquia.com/partners/dexa